# Nadine Strossen
Nadine Strossen (nascida em 18 de agosto de 1950) é uma ativista norte-americana das liberdades civis que foi presidente da União Americana pelas Liberdades Civis (ACLU) de fevereiro de 1991 a outubro de 2008. Feminista liberal, ela foi a primeira mulher a liderar a ACLU.  Professora da Faculdade de Direito de Nova York, Strossen é membro do Conselho de Relações Exteriores  e de outras organizações profissionais.

## Carreira
Strossen exerceu a advocacia em Minneapolis e na cidade de Nova York por nove anos antes de se tornar professora de direito na Faculdade de Direito de Nova York em 1988, servindo até 2019. 
Strossen ajudou a criar e co-ministrar o primeiro curso independente dedicado a explorar as responsabilidades dos negócios globais em matéria de direitos humanos na Columbia Business School no início da década de 1990. 
Em fevereiro de 1991, Strossen tornou-se presidente da União Americana pelas Liberdades Civis, preenchendo a vaga deixada pela renúncia de Norman Dorsen. Como presidente, Strossen fez mais de 200 apresentações públicas. Em maio de 2008, ela anunciou sua renúncia. Em 18 de outubro de 2008, a ACLU selecionou Susan Herman, professora de direito constitucional na Brooklyn Law School, em Nova York, para substituí-la. 
Ela também é membro fundadora da Feminists for Free Expression. 
Ela apareceu no docudrama Dirty Pictures de 2000.  Em outubro de 2001, Strossen fez sua estreia no teatro como atriz convidada na peça de Eve Ensler, The Vagina Monologues, no National Theatre em Washington, D.C. 
Tendo sido nomeada Professora de Direito John Marshall Harlan II em 2015, ela tem formado alunos em Direito Constitucional e Direitos Humanos. 
Em 2019, seu livro Hate: Why We Should Resist It with Free Speech, Not Censorship foi escolhido como livro de leitura comum da Universidade de Washington em St. Louis  Em 26 de agosto, Strossen fez um discurso na universidade.  Em 12 de abril de 2021, em "Shaping Opinion", Strossen e o apresentador Tim O'Brien discutiram suas opiniões e possíveis soluções para combater o "discurso de ódio" , além de censurá-lo, como ela expõe em seu livro. 
Strossen falou na gala inaugural da Fundação para os Direitos e Expressão Individuais na cidade de Nova York em abril de 2023. 

## Publicações selecionadas
- 1995: Defendendo a pornografia: liberdade de expressão, sexo e a luta pelos direitos das mulheres (ISBN 0-8147-8149-7)
- 1996: Falando de Raça, Falando de Sexo: Discurso de Ódio, Direitos Civis e Liberdades Civis (ISBN 0-8147-3090-6)
- 2018: Ódio: por que devemos resistir com liberdade de expressão, não com censura (ISBN 0-1908-5912-1)